# 차 고르기

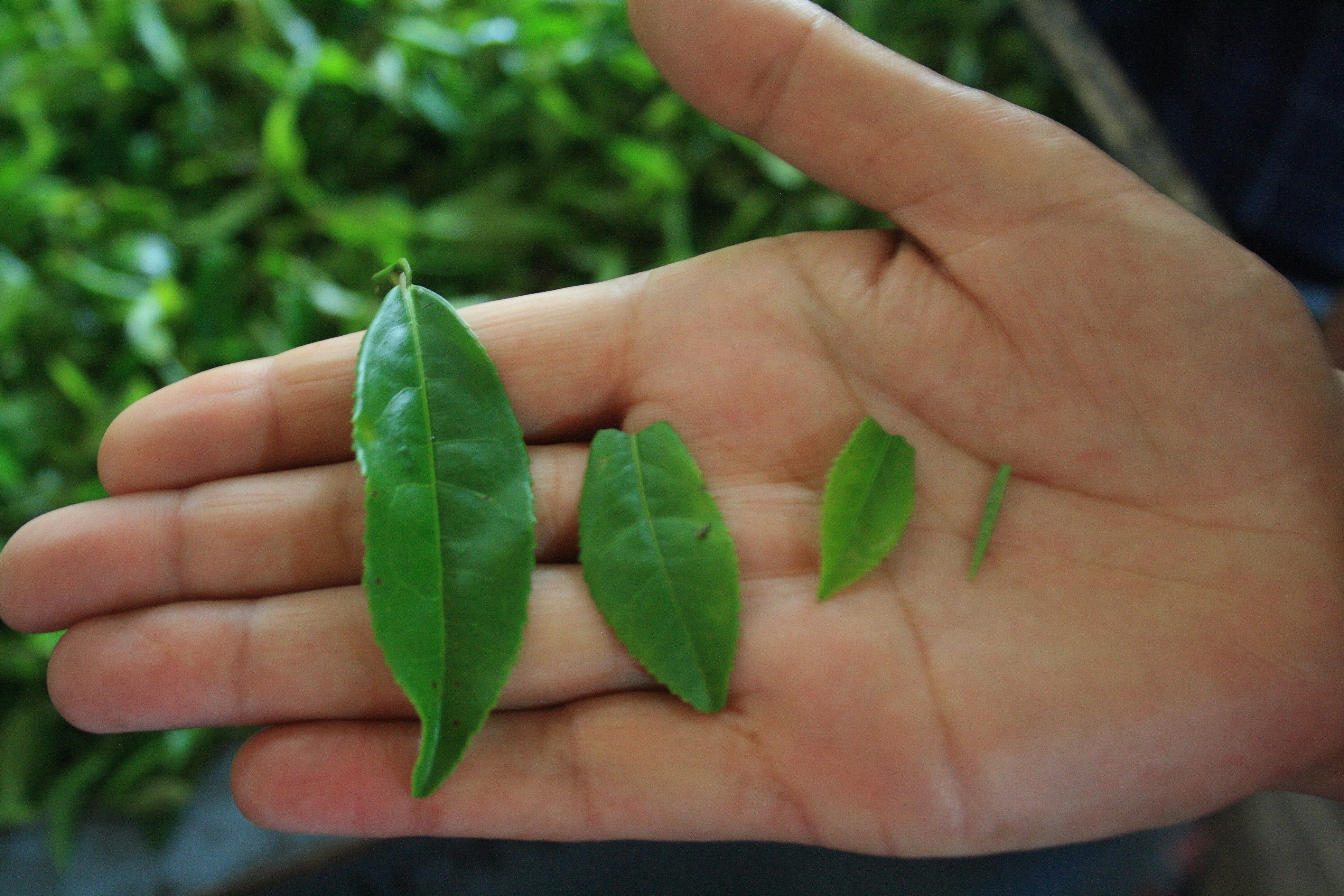
찻잎을 따자마자 크기가 서로 다르다. 작은 잎이 큰 잎보다 더 귀하다.

차 고르기(tea leaf grading)는 차 산업에서 찻잎 자체의 품질과 상태를 기준으로 제품을 평가하는 과정이다.
서양과 남아시아 차의 최고 등급은 "오렌지 페코"(약칭 "OP")라고 하며, 최저 등급은 "패닝" 또는 "더스트"라고 한다. 페코 차 등급은 다양한 품질로 분류되며, 각 등급은 인접한 어린 잎을 잎눈과 함께 얼마나 많이 따왔는지(두 개, 한 개, 또는 전혀 따지 않음)에 따라 결정된다. 최고 품질의 페코 차 등급은 손가락 끝으로 잎눈만 따는 것으로 구성된다. 손톱이나 기계 도구는 멍이 드는 것을 방지하기 위해 사용하지 않는다. 특정 등급의 잎은 특정 품종의 차에 더 적합하다. 예를 들어, 대부분의 백차는 차나무의 새싹이나 싹으로 가공된다.
티백 차를 만들기 위해 빻은 차는 "브로큰(broken)"이라고 하며, "브로큰 오렌지 페코"(BOP)와 같은 형태이다. 이러한 하위 등급에는 선별 및 분쇄 과정에서 생성되는 미세한 잔여물인 패닝과 더스트가 포함된다.
"OP" 등급은 OP보다 높은 등급을 포함하는 것으로 세분되며, 주로 잎의 전체 상태와 크기에 따라 결정된다. "TGFOP1"(티피 골든 플라워리 오렌지 페코, 1등급)은 상위 등급의 OP의 한 예이다.
브로큰, 패닝, 더스트 정통 차("정통 차"는 잎이 전통적인 방식으로만 가공된다는 의미)는 등급이 약간 다르다. 기계로 균일한 패닝으로 찻잎을 분쇄한 CTC 차는 또 다른 등급 시스템을 가지고 있다.

## 같이 보기
- ISO 3103